# Platysquilloides horologii
Platysquilloides horologii är en kräftdjursart. Platysquilloides horologii ingår i släktet Platysquilloides och familjen Nannosquillidae. Inga underarter finns listade i Catalogue of Life.